# Catastrophe ferroviaire de Meudon
La catastrophe ferroviaire de Meudon a lieu le 8 mai 1842, lorsqu'un train en double traction allant de Versailles à Paris déraille dans cette commune du département de Seine-et-Oise sur la ligne de Paris à Versailles par la rive gauche de la Seine, mise en service moins de deux ans plus tôt.
Elle n'est pas le premier accident de chemin de fer, mais compte tenu de son lourd bilan (cinquante-cinq morts officiels, dont le marin et explorateur Jules Dumont d'Urville et sa famille, et plus de cent cinquante blessés, sans doute trois fois plus de morts dans les faits), elle est considérée comme la première catastrophe ferroviaire survenue en France et l'une des premières dans le monde.

## Les circonstances

### Débuts du chemin de fer en France
Le chemin de fer fait son apparition en France en 1827, avec la ligne de Saint-Étienne à Andrézieux, réservée au transport de marchandises et à traction animale. La première ligne du pays accessible aux voyageurs et employant des locomotives, la ligne de Saint-Étienne à Lyon, est ouverte en 1832 et la première ligne d'Île-de-France, la ligne de Paris-Saint-Lazare à Saint-Germain-en-Laye est inaugurée cinq années avant la catastrophe, en 1837. 
La ligne de Paris à Versailles aurait dû être la première. Mais la configuration du terrain, le dénivelé ainsi que le choix de l'itinéraire ont retardé sa réalisation. Finalement, deux lignes concurrentes sont construites, la ligne de Paris-Saint-Lazare à Versailles par la rive droite, exploitée par les frères Pereire, ouverte en 1839, d'une part, et la ligne de Paris-Montparnasse à Versailles par la rive gauche, construite par la « Société du Chemin de fer de Paris, Meudon, Sèvres et Versailles », mise en service un an plus tard le 10 septembre 1840 , d'autre part.

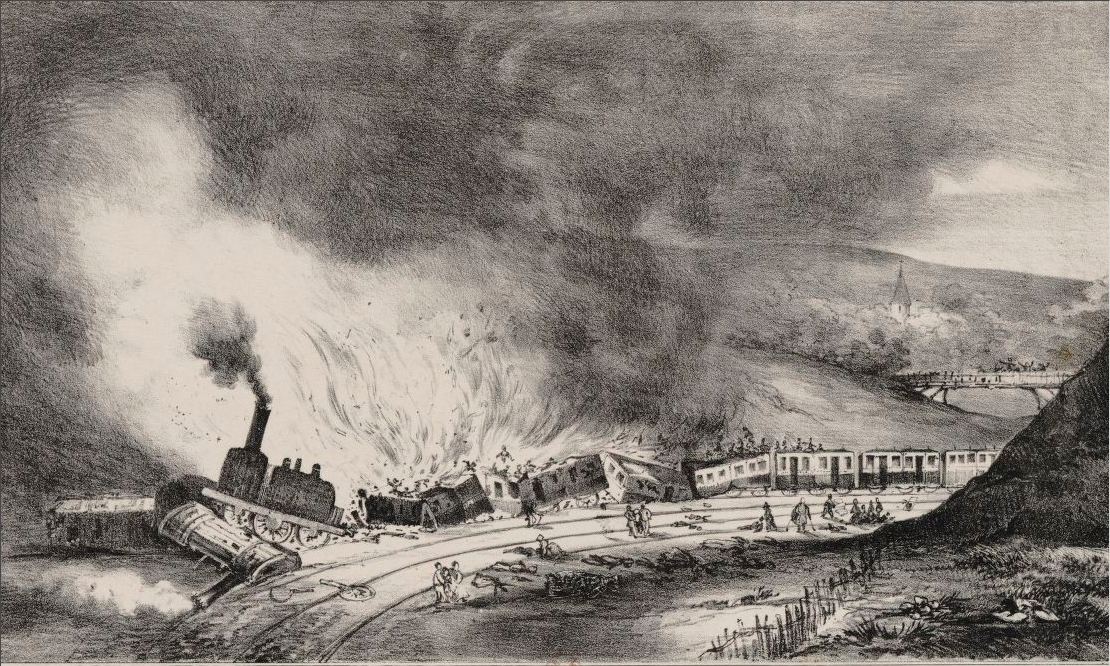
Accident sur le chemin de fer de Versailles, Rive gauche.

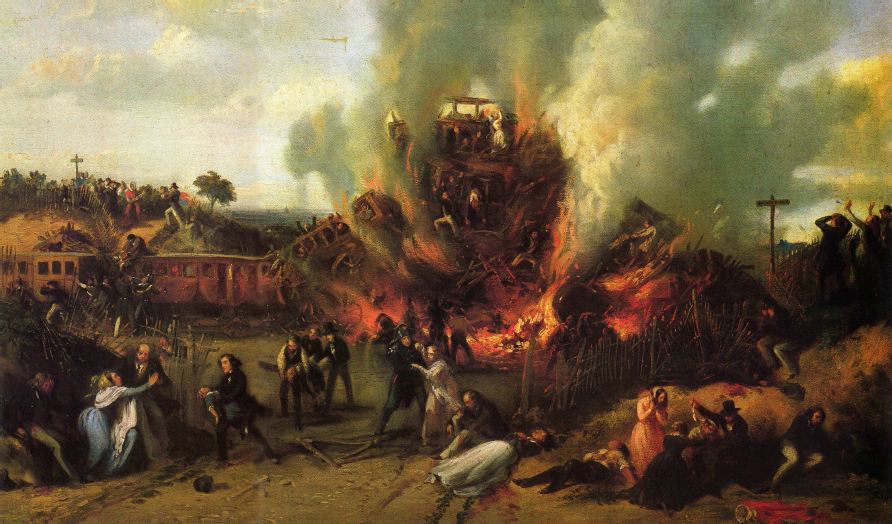
Catastrophe ferroviaire entre Versailles et Bellevue le 8 mai 1842, peinture d'A. Provost (1834-1855).

### L'accident
Compte tenu à la fois du caractère inédit du sinistre et des sources d'information limitées disponibles à l'époque, les premiers récits de l'événement contenaient beaucoup d'erreurs et d'approximations. Il est cependant possible, à l'aide du rapport des experts mandatés par la justice et des pièces du procès, notamment du réquisitoire introductif d'instance, largement relayés par la presse, de reconstituer les circonstances de l'accident.
À l'occasion de la fête du roi Louis-Philippe, le dimanche 8 mai 1842, a lieu au parc de Versailles le spectacle hydraulique dit des « grandes eaux ». Pour faciliter le transport des dizaines de milliers de spectateurs attendus, les deux compagnies de chemin de fer desservant la ville ont annoncé par voie de presse la mise en place d'un service étoffé sur leurs lignes respectives, s'attirant la clientèle de nombreux Parisiens venus se promener en famille. En fin d'après-midi, la foule se presse dans leurs deux gares pour regagner Paris. À celle de Versailles-Rive-Gauche, l’affluence est telle que le chef de gare, Alfred Lemoninari, décide de forcer la composition du convoi partant à 17 h 30 en lui ajoutant en queue des voitures supplémentaires. Compte tenu de cette nouvelle charge,  il estime que la locomotive initialement prévue, baptisée l’Éclair, de type 111 (dit Patentee), à trois essieux (deux essieux porteurs encadrant un essieu moteur), conçue par George Stephenson et construite en Grande-Bretagne par Sharp, Roberts and Company, ne suffira pas à assurer la traction et le freinage. Il lui en fait donc adjoindre une seconde, prise dans l'effectif des onze machines en chauffe ce jour-là. Faute de pouvoir recourir à La Seine, machine d'appoint usuelle, mais malencontreusement tombée en panne, il place en tête du convoi un engin utilisé surtout pour les trains de travaux, la Mathieu Murray , de type 110 (dit Planet), à deux essieux (un essieu porteur en tête, suivi d'un essieu moteur) elle aussi conçue par George Stephenson, et construite en Grande-Bretagne dans les ateliers de Fenton, Murray & Jackson.
À 17 h 30, le train quitte la gare. Compte tenu de sa formation inhabituelle, sur chacune des deux machines, en plus du mécanicien et du chauffeur en titre, a pris place un troisième homme chargé de diriger la conduite : le chef-mécanicien anglais Georges sur la Mathieu-Murray, et Henri Milhau, inspecteur du service, sur l’Éclair.  Derrière les deux engins de traction et leurs tenders, un convoi hétéroclite de dix-sept voitures à caisse en bois : deux wagons découverts de 59 places, neuf wagons couverts de 48 places, dont certains à impériale, trois diligences de 46 places, et trois wagons avec serre-frein de 46 places, d'un poids total d'environ 160 tonnes, et d'une longueur de plus de 120 mètres, occupé par 768 voyageurs et 9 agents de la compagnie.
À 17 h 45, peu après avoir croisé le train venant de Paris et passé sans arrêt la station de Bellevue, à l'entrée de Meudon, au passage à niveau franchissant la route départementale no 40 dite du pavé des Gardes (aujourd'hui, la route départementale 181), l'avant droit de la Mathieu Murray s'affaisse. Sur l’Éclair, Milhaud remarque l'avarie et donne un coup de sifflet d'avertissement, mais malgré cette mise en garde à son équipe de conduite, la machine poursuit sa course et déraille, éventrant la guérite du garde-barrière pour s'arrêter cent mètres plus loin, le côté gauche enfoncé dans un talus. Attelée derrière elle, l’Éclair la percute, défonce son tender, et se renverse sur le flanc en travers de la voie, alors que la suite du convoi vient buter sur le barrage ainsi formé. Emportés par leur élan, le tender de l’Éclair et la première voiture, découverte, passent par-dessus les machines et retombent sur le côté ; la seconde voiture, également découverte, et les troisième et quatrième, couvertes, escaladent l'obstacle mais ne le franchissent pas, et se superposent en s'entassant sur une hauteur de dix mètres. Le wagon-diligence situé en cinquième position s'écrase contre elles et est disloqué sous la poussée des autres wagons, qui restent alignés, mais dont cloisons et banquettes sont déplacées sous l'effet du choc.  
Les locomotives n'ont pas explosé, mais une vapeur brûlante s'échappe de leurs tuyaux disjoints, et le feu de leurs foyers brisés, alimenté par le coke des tenders et le bois fraîchement peint des voitures, se propage rapidement aux carcasses amoncelées dont les passagers sont piégés dans les flammes, sauf ceux du premier wagon découvert, qui ont été éjectés à plusieurs mètres de là.

### Les secours
Les voyageurs des voitures fermées ne peuvent s'échapper que par les portières brisées dans le choc ou débloquées par le chef de la station de Bellevue et les gardes de la compagnie, car quelque temps avant, à la suite d'une tentative de suicide dans le tunnel de Saint-Cloud, le préfet de police avait prescrit aux deux chemins de fer de Versailles le verrouillage extérieur des serrures avant le départ. Après quelques instants de panique, les rescapés, aidés des habitants des environs, puis des pompiers et de la gendarmerie locales, s'efforcent de prêter assistance aux victimes. Celles-ci, restées prisonnières de l'amas des locomotives et des cinq premières voitures,  ont été immédiatement cernées par les flammes, et les sauveteurs, malgré des actes d'héroïsme doivent très vite reculer devant la violence de l'incendie. Alors que les sixième et septième wagons sont gagnés à leur tour par le feu, on parvient en revanche à décrocher les suivants et à les écarter à bras d'homme du brasier.  
Malgré l'absence de télécommunications, l'événement est vite connu à Paris, après qu'un train montant vers Versailles eut dû rebrousser chemin sur les lieux de l'accident. Un dispositif d'urgence s'organise donc sous l'autorité du préfet de police Gabriel Delessert, qui lui-même se rend sur place dès 21 h 30 et y demeure jusqu'au lendemain matin. Ainsi, à cheval, par le rail ou par le fleuve, arrivent de Paris du personnel médical, des forces de police, et aussi du matériel de pansement et des brancards.
Les blessés, au nombre d'environ cent cinquante dont une centaine gravement atteints, reçoivent les premiers soins des médecins dans les maisons voisines ou au château royal de Meudon, que le roi, averti de l'accident, a donné l'ordre d'ouvrir. Lorsque leur état le permet, ils sont ensuite transférés par train ou par bateau vers plusieurs hôpitaux parisiens (Hôtel-Dieu, Pitié, Hôpital Necker, clinique de la Faculté de médecine). Par la suite, un grand nombre ne survivront pas à leurs blessures.
Après que l'incendie a été maîtrisé en fin de soirée, on entreprend de rechercher les cadavres dans les carcasses calcinées. Toutefois, le feu, dans lequel même des métaux ont fondu, a réduit certains corps à l'état de cendres ou de lambeaux carbonisés, rendant aléatoires la reconstitution des dépouilles et leur décompte.

### Le bilan incertain
Extrapolant à partir d'indices et de témoignages, certains journaux se sont d'abord avancés à annoncer un bilan proche de la centaine de morts, voire la dépassant largement. Toutefois, leurs estimations initiales seront vite contredites par les autorités qui, par l'intermédiaire de leurs « feuilles ministérielles », parviendront à accréditer des chiffres moins catastrophiques.
Ainsi, après avoir envoyé la troupe à la gare du Maine pour contenir la foule et prévenir les manifestations d'hostilité, elles y font ramener par train, au fur et à mesure de leur extraction des wagons incendiés, les restes de trente-neuf personnes et les présentent comme les seules victimes tuées sur le coup dans l'accident en annonçant qu'après examen par des médecins dans les salles d'attente, sept corps jugés identifiables ont été déposés à la morgue, et les trente deux autres au cimetière du Montparnasse. Ces deux lieux sont vite envahis par les familles à la recherche de leurs proches et surtout par une foule de badauds à la curiosité morbide, si bien que les forces de police municipale doivent intervenir pour en dégager l'accès. 
Le préfet de la Seine, Rambuteau, soucieux de salubrité et d'ordre publics, souhaite l'enterrement immédiat des corps considérés comme non reconnaissables, mais le préfet de police parvient à faire prévaloir son point de vue favorable à l'identification d'un maximum de victimes. Durant deux semaines, on s'efforcera donc de recueillir les moindres indices permettant de lever leur anonymat afin de les rendre à leurs proches, si bien que six des sept cadavres déposés à la morgue et neuf autres du cimetière du Montparnasse seront reconnus par leurs familles et inhumés par leurs soins. C'est notamment par recoupement des témoignages d'un phrénologue ayant étudié le crâne du contre-amiral Dumont d'Urville et de rescapés ayant voyagé dans son wagon, le deuxième, que seront identifiés ses restes, et par suite, ceux de sa femme et de son fils de quatorze ans placés à ses côtés.
Toutefois, même si des témoignages et des objets trouvés dans les carcasses permettent d'identifier avec certitude vingt et une autres personnes disparues dans les flammes, il sera impossible d'en individualiser les dépouilles parmi les débris humains tant bien que mal rassemblés en vingt-quatre corps. Ceux-ci seront finalement placés dans des cercueils individuels et ensevelis au cimetière du Montparnasse dans une fosse commune le 23 mai 1842 après des obsèques religieuses. Par la suite, les tribunaux seront chargés d'officialiser les décès en les faisant inscrire sur les registres d'état civil à la demande des proches.
Sur la foi des indications gouvernementales, la presse rectifie un temps ses estimations initiales, mais en vient rapidement à considérer que, compte tenu du nombre élevé des disparus et de celui des décès dans les hôpitaux, le bilan officiel des morts est exagérément minoré, et qu'il atteint au moins cent cinquante-sept, un journal offrant même d'en fournir la preuve. Quelques mois plus tard, cette conviction sera renforcée lorsqu'un incident pénible surviendra lors d'une des audiences du procès ouvert devant le tribunal correctionnel de la Seine. En effet, un témoin, M. Apiau, après avoir raconté comment il avait été gravement mutilé avec l'un de ses deux fils lors de l'accident, réclamera le corps du second, mort de ses blessures, en affirmant détenir la preuve que l'administration des chemins de fer et la compagnie l'ont fait enterrer clandestinement avec quarante autres victimes. Il sera finalement éconduit, le procureur du Roi, Ernest de Royer lui conseillant de ne pas sortir « des bornes de la simplicité et de la modération » et le président Perrot de Chézelles décidant que les faits allégués, « étrangers à la cause »,  ne peuvent « être débattus lors de cette audience ». Pour dissiper définitivement les doutes ravivés par cet épisode, le procureur, quelques jours plus tard, et selon ses propres termes « pour rassurer l'opinion », prendra soin dans son réquisitoire de louer l'indépendance et le sérieux de l'instruction judiciaire et de détailler longuement le décompte macabre gouvernemental, pour conclure avec force : « non, il n'y a pas eu plus de 39 morts sur ces lieux ! ». Ajoutant à ces victimes tuées sur le coup dix-huit blessés ayant succombé par la suite, le magistrat officialise donc comme bilan définitif de la catastrophe les chiffres de cinquante-sept morts, cent sept blessés graves et une dizaine de blessés légers.

## Les suites
Si l'accident n'est pas le premier sur un chemin de fer en France, son bilan exceptionnellement lourd et les conditions dans lesquelles il est survenu soulèvent de vives réactions et provoquent l'organisation d'une enquête approfondie et d'un procès spectaculaire, largement relatés dans la presse, mais aux résultats cependant peu décisifs.

### Les réactions

#### Manifestations d'émotion
À la nouvelle de la catastrophe, à Paris, une foule surexcitée s'est dirigée vers le débarcadère de Montparnasse, situé chaussée du Maine, mais un régiment de ligne parvient cependant à le protéger du saccage. Dans les jours qui suivent, les journaux nationaux, largement relayés par la presse locale, suscitent  une intense émotion populaire en multipliant les articles racoleurs donnant des détails pathétiques et morbides sur le désastre, notamment sur le sort atroce des victimes brûlées vives, souvent dans un rapprochement saisissant avec le terrible incendie dévastant simultanément la ville de Hambourg.  Deux ans plus tard, Alfred de Vigny évoquera l'accident par prétérition dans son poème La Maison du berger, exprimant par des métaphores lyriques son aversion pour le « taureau de fer qui fume, souffle et beugle » auquel « le gai voyageur » livre « son vieux père et ses fils », et « qui les rejette en cendre aux pieds du Dieu de l'or ». 

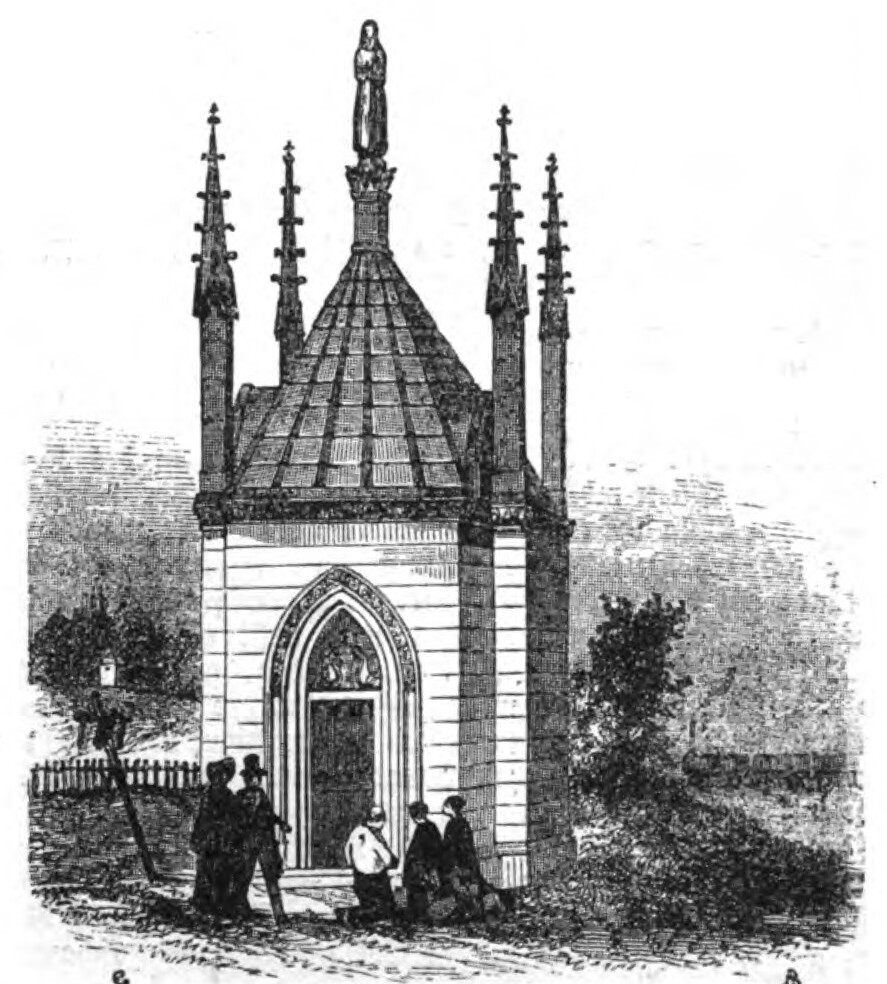
La chapelle Notre-Dame-des-Flammes, érigée en mémoire des victimes.

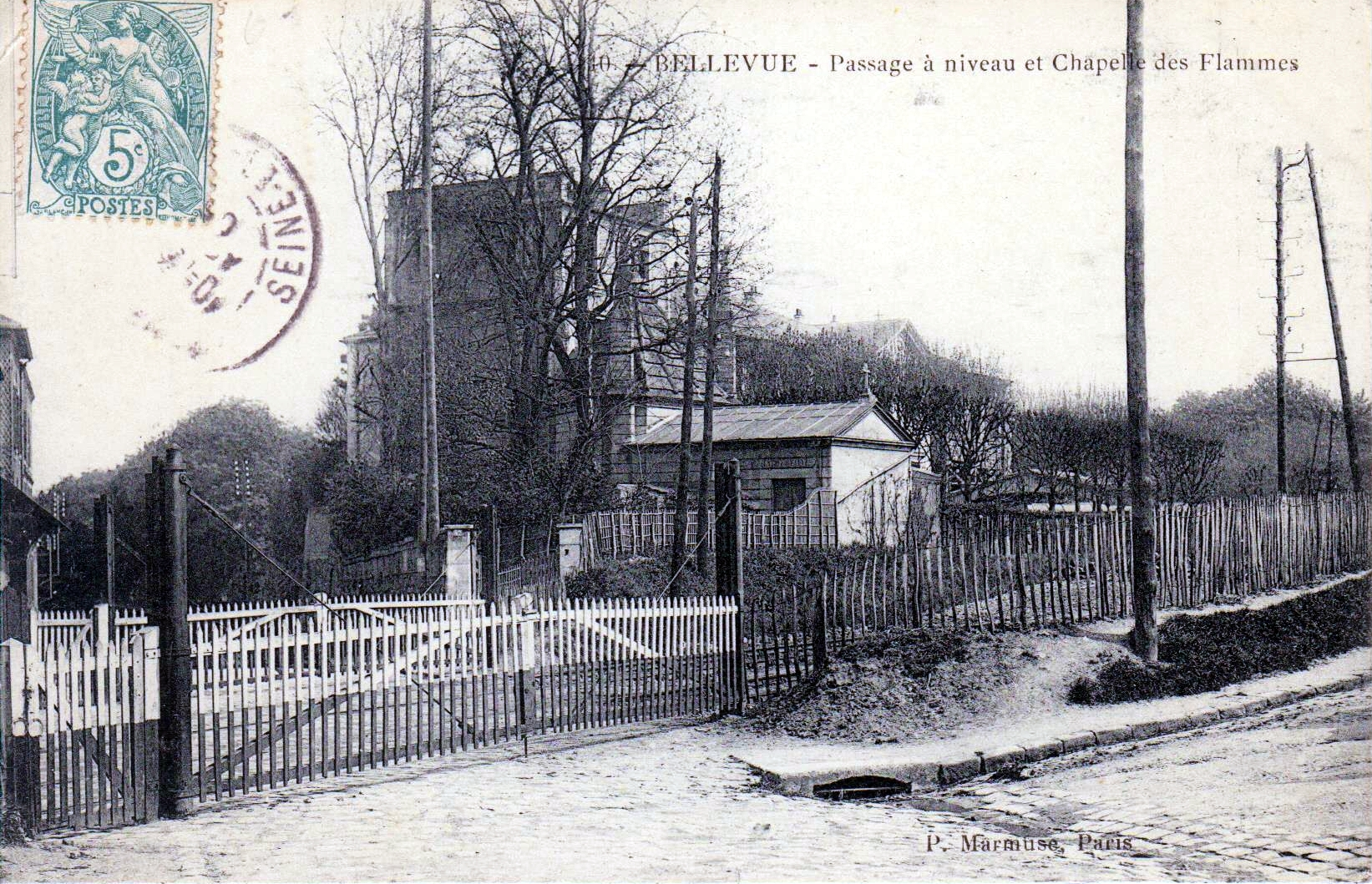
Chapelle Notre-Dame des Flammes à Meudon (vers 1910).

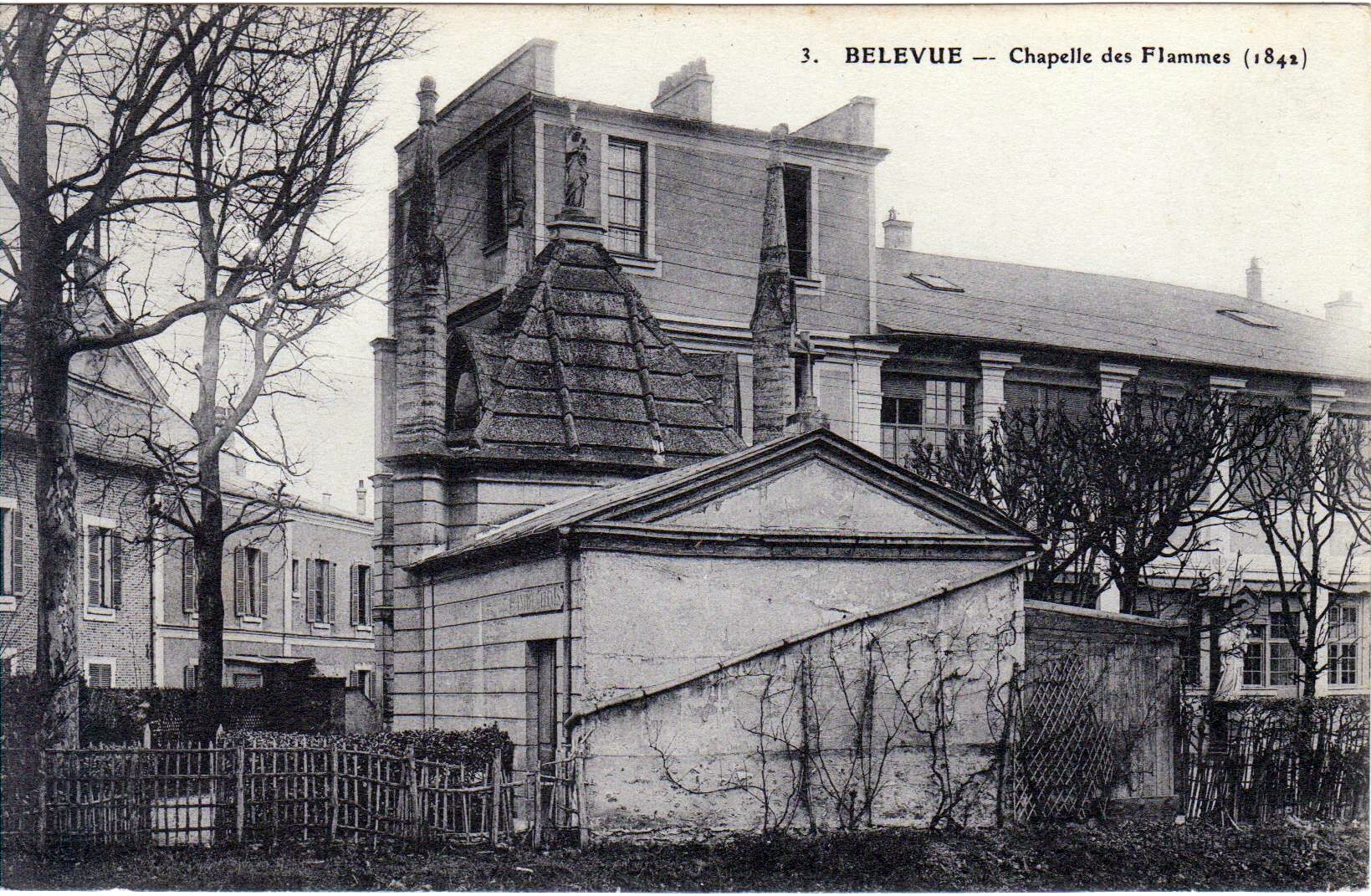
Chapelle Notre-Dame des Flammes à Meudon (vers 1910).

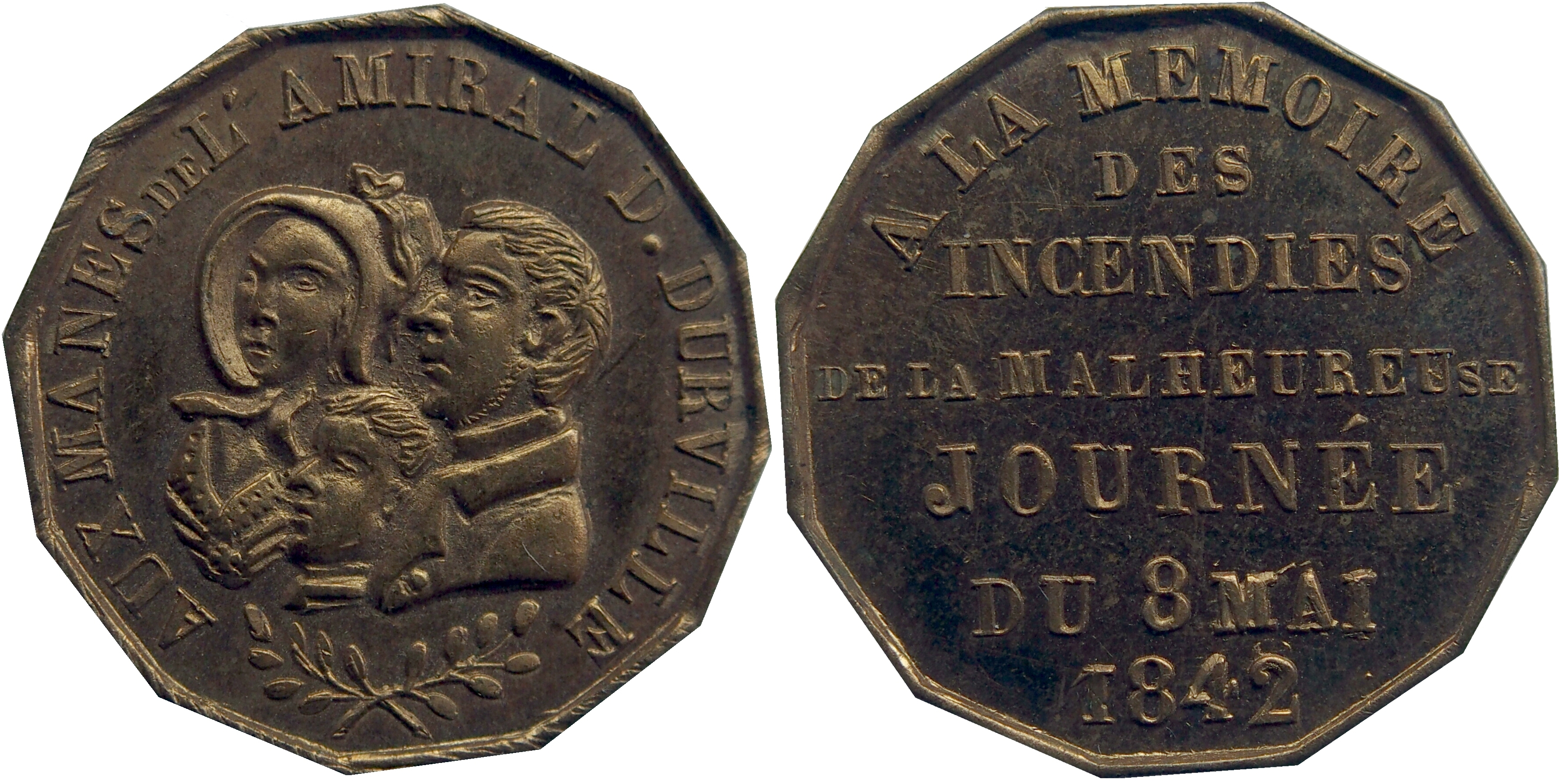
Jeton commémoratif de l'accident de Meudon en 1842.

Mettant « des désastres, pareils à celui d'avant-hier, qui a jeté le deuil dans tant de familles » sur le compte de la « cupidité » des compagnies, le député Dupin aîné, par ailleurs procureur général à la Cour de cassation, propose d'alourdir sensiblement par une loi la répression des infractions à la réglementation des chemins de fer, en considérant qu'« il faut au besoin même des punitions corporelles ». Son initiative est repoussée, mais la Chambre désigne une commission chargée d'organiser une souscription nationale en faveur des victimes. Se réclamant du même but charitable, un éditeur publiera sous le titre accrocheur « Relation exacte de l'affreuse catastrophe du 8 mai !!! Chemin de fer de Versailles (rive gauche), suivie de détails circonstanciés sur l'incendie de Hambourg », une compilation d'articles sur la catastrophe, précisant qu'« un cinquième du produit sera versé par nous chez l'un des notaires désignés pour recevoir les souscriptions. Heureux si, par ce moyen, nous avons réussi à mettre les  classes laborieuses, mais non moins empressées que les classes aisées, à même de concourir à une œuvre de haute philanthropie, de grande réparation ! ».
Pour exprimer sa douleur et célébrer la mémoire des victimes, l'architecte François-Marie Lemarié, qui a perdu un fils, une belle-sœur et un cousin dans la catastrophe, achète un terrain  à proximité immédiate du lieu de la catastrophe (sur l'actuelle rue Henri-Savignac), et y fait édifier en quelques mois une chapelle commémorative, dite Notre-Dame-des-Flammes, inaugurée le 16 novembre 1842 par l'évêque de Versailles. Cette petite construction blanche en pierre de taille de plan triangulaire et de style néogothique sera inscrite à l'inventaire supplémentaire des monuments historiques en 1938, mais rayée de la liste en 1959 et démolie peu après. Son décor était composé de reliefs figurant des ossements livrés aux flammes. Au-dessus de l'autel se trouvaient la statue de la Vierge ainsi qu'un vitrail figurant la Trinité dans son registre supérieur et une représentation de la catastrophe dans sa partie inférieure. 
Tout en s'étendant longuement sur l'horreur de l'accident pour susciter l'émotion chez leurs lecteurs, en général, les journaux nationaux et locaux, paradoxalement, regrettent dans leurs éditoriaux les « préventions fâcheuses que cet événement douloureux a dû jeter au milieu du public », ou « les préjugés  encore mal éteints qu'il va immanquablement réveiller » contre le chemin de fer, moyen de transport qu'ils présentent souvent comme déjà globalement plus sûr que les autres, et dont la sécurité doit encore s'améliorer. Ainsi, pour le Journal des débats politiques et littéraires, il s'agit d'« un de ces accidents exceptionnels, inouïs », mais « dont les populations ne doivent pas s'effrayer outre mesure », puisque le progrès technique et des précautions supplémentaires doivent permettre de les éviter.
Adoptant le même optimisme, le Journal de Rouen écrit : « Le malheur de Meudon, quelque intense et considérable qu'il soit, ne peut et ne doit pas dégoûter des chemins de fer ; mais il fera prendre plus de précautions, et l'on déduira d'importants enseignemens (sic) des circonstances même de la catastrophe ».

#### Interventions publiques
Par pure coïncidence, l'accident a lieu au moment où est en cours à la Chambre des députés l'examen de l'important projet de loi sur les chemins de fer. Toutefois, l'émoi passager qu'il soulève chez les députés ne les empêche pas de poursuivre normalement leurs travaux dès le 9 mai. C'est seulement deux jours plus tard que Lamartine y fera une brève allusion pour conclure une de ses interventions en déclarant : « Je ne voulais pas finir sans prononcer un mot en présence du funèbre événement qui est venu, pour ainsi dire, jeter un crêpe sur toute la discussion. Il semblerait, en effet, que la Providence veuille faire payer à l'homme par de cruels sacrifices, chaque nouveau développement de son génie, chaque progrès de son industrie.(Sensation.) Quelque profonde que soit la sympathie de la Chambre pour ces tristes catastrophes, elle ne doit pas se décourager ni laisser décourager le pays. La civilisation a aussi ses champs de bataille ; il faut que des hommes y tombent pour faire avancer les autres ».
La Chambre des pairs n'a pas encore eu l'occasion de débattre du projet examiné par la Chambre, mais lors de sa séance du 11 mai, l'un de ses membres interpelle le gouvernement en demandant qu'une loi vienne renforcer la police des chemins de fer. Lors du débat, le 17 mai, le ministre des travaux publics répond que sur les points jugés cruciaux dans la survenance de l'accident, le gouvernement est seul compétent et prend les mesures nécessaires.
Entretemps, le samedi 14 mai à midi, le trafic des voyageurs a repris sur la ligne, après que la compagnie eut dû adapter ses circulations à des prescriptions de sécurité imposées par l'administration : l'emploi de locomotives à 6 roues, l'ouverture des portières, et l'interposition de wagons vides ou chargés de terre derrière les machines, conformément aux solutions préconisées dans deux articles techniquement étayés publiés peu de temps auparavant.
Dans l'attente d'un règlement d'administration publique général sur la police des chemins de fer, après réunion extraordinaire de la commission des machines à vapeur le ministre prend le 18 mai une ordonnance provisoire de huit articles reprenant ces mesures et limitant à 36 km/h la vitesse sur les deux lignes de Versailles.

### La recherche des causes
De toute évidence, la catastrophe a été causée par le déraillement de la Mathieu Murray, locomotive de tête, mais compte tenu des circonstances du drame, on envisage rapidement que plusieurs causes se soient conjuguées pour le produire. 
La plus directe semble être la rupture de l'essieu avant de la machine. Celui-ci a en effet été retrouvé parmi les débris, privé de ses deux fusées, brisées net, et d'aucuns estiment qu'en n'assurant plus sa fonction de porteur, il a provoqué le basculement vers l'avant de la locomotive. L'explication semble d'autant plus plausible que ce type d'avarie était déjà envisagé en 1840 dans le Guide du mécanicien conducteur de machines locomotives contenant des notions théoriques et pratiques sur la construction, l'entretien et la conduite des machines locomotives, justifiant la préférence des auteurs pour les machines à six roues.
Deux autres causes paraissent aussi avoir contribué de manière déterminante à la survenance de l'accident. La première est la vitesse excessive du convoi descendant la pente de 4 ‰ vers Paris, présentée comme vertigineuse par la plupart des rescapés et aussi par des riverains de la ligne. La seconde est la double traction du train par deux locomotives aux caractéristiques et aux allures si différentes que leur placement ne pouvait que provoquer des soubresauts à celle de tête, moins rapide et plus légère. Beaucoup estiment donc que c'est le déséquilibre entre les deux machines, encore accentué par la vitesse excessive du convoi, qui a imprimé à la première des secousses brisant l'essieu et provoquant la sortie de voie.
Immédiatement après l'accident, le préfet de police a demandé à trois ingénieurs des mines chargés de la surveillance des machines à vapeur dans le département de la Seine d'en rechercher les causes. Dans leur rapport rendu public en octobre 1842, ceux-ci se fondent à la fois sur le témoignage de Henri Milhau, seul des six conducteurs à avoir survécu, et sur des mesures effectuées sur place, pour préciser la chaîne des causalités. Selon eux, l'origine du drame résiderait dans la rupture du ressort de suspension de la roue avant droite, qui aurait d'abord provoqué un affaissement de la Mathieu Murray sur le côté droit, et, faute d'une garde suffisante au sol, le frottement du chasse-pierre et du cendrier sur les traverses. C'est seulement ensuite, sous la violence des secousses, que le premier essieu aurait été brisé net, provoquant la plongée et l'enlisement de la machine dans le ballast. Ils concluent aussi à titre incident que si les voitures sont venues s’écraser contre les locomotives, c'est que la vitesse du convoi était excessive. Le Journal des chemins de fer, qui divulgue ce rapport, en conteste certaines conclusions, « au nom de la science et de la vérité », en affirmant qu'il « renferme des erreurs évidentes », mais renvoie à la justice le soin d'en apprécier la pertinence .

### La recherche des responsables
Aussitôt après l'accident, le procureur du tribunal de Versailles s'est rendu sur les lieux, et le parquet a ouvert une procédure sur le fondement des articles 319 et 320 du Code pénal punissant « quiconque, par maladresse, imprudence, inattention, négligence ou inobservation des règlements… », aura commis involontairement ou aura été involontairement la cause d'un homicide ou de blessures. Le journal Le National laissant entendre que l'instruction se terminera par un non-lieu, cette insinuation est jugée injurieuse et lui vaut d'être immédiatement saisi en application de la loi sur la presse. 
Après un conflit de compétence entre le tribunal de Versailles et celui de la Seine, c'est finalement ce dernier qui est chargé du dossier. La procédure, confiée au  juge d’instruction Desmortier-Déterville, est pénale, mais peut s'étendre accessoirement aux actions civiles en réparation intentées par les victimes, c'est pourquoi un commissaire de police est spécialement chargé d'interroger les blessés afin de connaître leurs intentions sur d'éventuelles demandes d'indemnités.
Les victimes et leurs avocats souhaiteraient que soient poursuivis les actionnaires administrateurs de la compagnie, parmi lesquels le banquier Bénédict Fould, mais seuls six cadres administratifs sont finalement considérés comme fautifs et renvoyés devant le tribunal correctionnel par une ordonnance du 30 août 1842. Ainsi, sont inculpés Jules Bourgeois (administrateur de la ligne, de service le jour du drame), Pierre-Jean-Baptiste Bordet (directeur provisoire et chef d’exploitation), Henri-Louis-Gabriel Milhau (inspecteur du service, chargé de la police du convoi, monté sur l’Éclair et blessé dans l'accident),  Louis-Ambroise Henry (chef du mouvement et chef de gare à Paris, auteur de l’ordre de service du jour incluant la Mathieu Murray), Alfred Lemoninari (chef de gare de Versailles ayant fait placer la Mathieu Murray en tête du convoi), Charles-Urbain Bricogne (ingénieur civil, directeur du matériel). Leur procès s'ouvre le 22 novembre 1842, et se déroule jusqu'au 10 décembre, en douze audiences largement relatées dans la presse quotidienne. Les inculpés et les parties civiles sont défendus par des avocats de renom. Plus de soixante témoins, parmi lesquels des ingénieurs réputés tels Émile Clapeyron, Auguste Perdonnet et Camille Polonceau, sont entendus, mais sur les trois questions cruciales au cœur des débats : la pièce dont la rupture a causé le déraillement, le choix d'une double traction avec la Mathieu Murray en tête, la vitesse du convoi, les opinions sont si discordantes que pour plus d'éclaircissements, le tribunal décide de se transporter dans les ateliers de la compagnie à la gare du Maine le samedi 26 novembre. Les diverses vérifications et expériences effectuées durant quatre heures ce jour-là n'aboutissent cependant à aucun résultat probant.
Malgré les témoignages contradictoires, les avocats des parties civiles soutiennent que l'accident ne peut être que le résultat d'une conjonction de fautes ou, selon Jules Favre, de « l'incurie » de la compagnie, certains, tels le bâtonnier Félix Liouville, allant jusqu'à évoquer une présomption de responsabilité en affirmant que lorsqu'un accident sur le chemin de fer « tue cinquante-six personnes et en mutile cent huit », s'il n'est pas causé par une intervention extérieure, il est impossible que « les directeurs de ce chemin soient considérés comme exempts de toute imprudence, de toute négligence ».
Dans son réquisitoire de près de cinq heures, le procureur de Royer reproche aux inculpés à la fois le mauvais état du matériel, un défaut de surveillance, et des ordres inappropriés donnés le jour du drame, mais nuance ses conclusions pour Henry, Lamoninari et Milhau, susceptibles, selon lui, de bénéficier du doute pour les deux premiers, et de circonstances atténuantes pour le dernier. 
Abordant la question de la réparation des dommages subis par les victimes, le procureur estime qu'elle doit incomber à la compagnie, responsable civilement en application de l'article 1384 alinéa 1er du Code civil et invite les juges à ne pas se laisser « préoccuper par la crainte de tuer les sociétés commerciales », car pour lui, « les compagnies de chemin de fer doivent être averties : il faut certainement protéger les progrès de l'industrie ; mais vous devez aussi veiller à la sûreté des familles ». Il leur recommande cependant de n'attribuer qu'avec « réserve » les dommages-intérêts, en excluant la réparation de tous les éléments immatériels tels la douleur morale ou le préjudice esthétique, car « dans un sinistre pareil, tout n'est pas réparable ».
Parlant en dernier, la défense s'efforce de montrer, lors des audiences des  1er, 2 et 3 décembre 1842, qu'en dépit des nombreux témoignages affirmant le contraire, le matériel ne présentait aucun défaut, et la vitesse n'était pas excessive. Pour ses avocats, l'accident, imprévisible, a eu pour cause les « sublimes décrets de la providence » selon les termes de Me Philippe Dupin, et doit être accepté comme résultant des risques normaux du progrès technique.  Me Eugène Bethmont conclut ainsi sa plaidoirie : « vous ne profiterez des immenses avantages de l’industrie qu’en vous résignant aux périls et aux chances qui sont ses inséparables compagnes ». Répliquant à cette « étrange conclusion », Emmanuel Arago, avocat des parties civiles, nie qu'il soit « vrai que cette fatalité soit attachée aux progrès de la science ». Subsidiairement, la défense soutient que compte tenu du montant d'un million de francs des dommages-intérêts demandés, la charge éventuelle de la réparation devrait être supportée par la compagnie et non par ses six employés incriminés pénalement.
Le jugement est rendu le 10 décembre 1842. Relevant les divisions existant entre « les hommes de la science » aussi bien sur l'origine du déraillement que sur la double traction et l'emploi de la Mathieu Murray, ainsi que le manque de crédibilité des témoignages sur la vitesse, il conclut qu'aucun délit ne peut être reproché aux prévenus, qui sont donc relaxés.

### L'absence d'indemnisation des victimes
Les demandes de dommages-intérêts déposées devant le tribunal correctionnel étant purement accessoires aux poursuites pénales, elles sont rejetées puisque aucune condamnation n'est prononcée, et les parties civiles sont déboutées et condamnées aux dépens. 
Vingt-huit victimes intentent alors en désespoir de cause une action directe en responsabilité civile devant le Tribunal de première instance de la Seine contre la compagnie et les administrateurs pris personnellement, sur le fondement des articles 1382 et 1383 du Code civil. 
Cette ultime tentative pour faire reconnaître des fautes civiles à défaut de délits pénaux est, elle aussi, rejetée par un jugement du 4 août 1843 : mêlant des références aux travaux préparatoires du code civil et au droit romain, le tribunal estime que les articles 1382 et 1383 ne s'appliquent qu'en cas de faute, et n'en relève aucune susceptible d'être imputée aux défendeurs, en attribuant seulement la catastrophe à la « fatalité » et à une « violence immense, insurmontable et impossible à prévoir et à dompter », autrement dit à la force majeure. Ce jugement sera confirmé en appel par la cour royale de Paris dans un arrêt du 19 août 1844.
Entretemps, à la suite du premier jugement, d'aucuns avaient proposé comme palliatif de cette irresponsabilité de principe la création d'un régime de réparation alimenté par une caisse de secours financée par une taxe sur les billets.

## Épilogue
La ligne de Paris à Versailles par la rive gauche ne produisait pas les profits escomptés. À cause des ouvrages d'art qu'elle avait nécessités — notamment le viaduc de Meudon —, son coût de construction obérait sa rentabilité, alors qu'elle devait faire face à la concurrence de celle passant par la rive droite. L'accident de 1842 accentua cette tendance et il faudra attendre son prolongement vers Chartres pour qu'elle supplante sa rivale.    
Marguerite Yourcenar fait une description de l'accident dans son livre Archives du Nord. Son grand-père, Michel-Charles de Crayencour, était l'un des rescapés des voitures accidentées.
Jean Giono, dans Le Moulin de Pologne, en 1953, évoque « la catastrophe du train de Versailles qui coûta la vie à Dumont d'Urville ».